# Home Nations Series
La Home Nations Series è una serie di quattro tornei professionistici di snooker, che si disputano dalla stagione 2016-2017, nel Regno Unito.

## Storia
Il 29 aprile 2015 il World Snooker Tour annuncia l'arrivo nel circuito professionistico della Home Nations Series, da disputarsi a partire dalla stagione 2016-2017 presso i quattro paesi del Regno Unito; per ognuno di essi viene assegnato un trofeo che ricordi il più grande giocatore di snooker della sua storia:
- English Open (intitolato a Steve Davis, sei volte campione del mondo)
- Northern Ireland Open (intitolato ad Alex Higgins, due volte campione del mondo)
- Scottish Open (intitolato a Stephen Hendry, sette volte campione del mondo)
- Welsh Open (intitolato a Ray Reardon, sei volte campione del mondo)

## Montepremi
- Vincitore: £70000
- Finalista: £30000
- Semifinalisti: £20000
- Quarti di finale: £10000
- Ottavi di finale: £7500
- Sedicesimi di finale: £4000
- Trentaduesimi di finale: £3000
- Miglior break della competizione: £5000

## Albo d'oro
| Stagione  | English Open                       | Northern Ireland Open            | Scottish Open                    | Welsh Open                         | Note                        |
| --------- | ---------------------------------- | -------------------------------- | -------------------------------- | ---------------------------------- | --------------------------- |
| 2016-2017 | Liang Wenbó 9-6 Judd Trump         | Mark King 9-8 Barry Hawkins      | Marco Fu 9-4 John Higgins        | Stuart Bingham 9-8 Judd Trump      | [ 3 ] [ 4 ] [ 5 ] [ 6 ]     |
| 2017-2018 | Ronnie O'Sullivan 9-2 Kyren Wilson | Mark Williams 9-8 Yan Bingtao    | Neil Robertson 9-8 Cao Yupeng    | John Higgins 9-7 Barry Hawkins     | [ 7 ] [ 8 ] [ 9 ] [ 10 ]    |
| 2018-2019 | Stuart Bingham 9-7 Mark Davis      | Judd Trump 9-7 Ronnie O'Sullivan | Mark Allen 9-7 Shaun Murphy      | Neil Robertson 9-7 Stuart Bingham  | [ 11 ] [ 12 ] [ 13 ] [ 14 ] |
| 2019-2020 | Mark Selby 9-1 David Gilbert       | Judd Trump 9-7 Ronnie O'Sullivan | Mark Selby 9-6 Jack Lisowski     | Shaun Murphy 9-1 Kyren Wilson      | [ 15 ] [ 16 ] [ 17 ] [ 18 ] |
| 2020-2021 | Judd Trump 9-8 Neil Robertson      | Judd Trump 9-7 Ronnie O'Sullivan | Mark Selby 9-3 Ronnie O'Sullivan | Jordan Brown 9-8 Ronnie O'Sullivan | [ 19 ] [ 20 ] [ 21 ] [ 22 ] |
| 2021-2022 | Neil Robertson 9-8 John Higgins    | Mark Allen 9-8 John Higgins      | Luca Brecel 9-5 John Higgins     | Joe Perry 9-5 Judd Trump           | [ 23 ] [ 24 ] [ 25 ] [ 26 ] |
| 2022-2023 | Mark Selby 9-6 Luca Brecel         | Mark Allen 9-4 Zhou Yuelong      | Gary Wilson 9-2 Joe O'Connor     | Robert Milkins 9-7 Shaun Murphy    |                             |
| 2023-2024 | Judd Trump 9-7 Zhang Anda          | Judd Trump 9-3 Chris Wakelin     | Gary Wilson 9-5 Noppon Saengkham | Gary Wilson 9-4 Martin O'Donnell   |                             |

## Statistiche

### Finalisti
| Giocatore         | Vittorie | Finali perse | Totale |
| ----------------- | -------- | ------------ | ------ |
| Judd Trump        | 6        | 3            | 9      |
| Mark Selby        | 4        | 0            | 4      |
| Neil Robertson    | 3        | 1            | 4      |
| Mark Allen        | 3        | 0            | 3      |
| Gary Wilson       | 3        | 0            | 3      |
| Stuart Bingham    | 2        | 1            | 3      |
| Shaun Murphy      | 1        | 2            | 3      |
| John Higgins      | 1        | 4            | 5      |
| Ronnie O'Sullivan | 1        | 5            | 6      |
| Liang Wenbó       | 1        | 0            | 1      |
| Mark King         | 1        | 0            | 1      |
| Marco Fu          | 1        | 0            | 1      |
| Mark Williams     | 1        | 0            | 1      |
| Jordan Brown      | 1        | 0            | 1      |
| Joe Perry         | 1        | 0            | 1      |
| Robert Milkins    | 1        | 0            | 1      |
| Luca Brecel       | 1        | 1            | 2      |
| Noppon Saengkham  | 0        | 1            | 1      |
| Yan Bingtao       | 0        | 1            | 1      |
| Cao Yupeng        | 0        | 1            | 1      |
| Zhou Yuelong      | 0        | 1            | 1      |
| Zhang Anda        | 0        | 1            | 1      |
| Joe O'Connor      | 0        | 1            | 1      |
| Martin O'Donnell  | 0        | 1            | 1      |
| Chris Wakelin     | 0        | 1            | 1      |
| Mark Davis        | 0        | 1            | 1      |
| David Gilbert     | 0        | 1            | 1      |
| Jack Lisowski     | 0        | 1            | 1      |
| Barry Hawkins     | 0        | 2            | 2      |
| Kyren Wilson      | 0        | 2            | 2      |

### Finalisti per nazione
| Nazione          | Vittorie | Finali perse | Totale |
| ---------------- | -------- | ------------ | ------ |
| Inghilterra      | 20       | 21           | 41     |
| Irlanda del Nord | 4        | 0            | 4      |
| Australia        | 3        | 1            | 4      |
| Scozia           | 1        | 4            | 5      |
| Hong Kong        | 1        | 0            | 1      |
| Galles           | 1        | 0            | 1      |
| Thailandia       | 1        | 0            | 1      |
| Belgio           | 1        | 1            | 2      |
| Cina             | 1        | 4            | 5      |